# 朱雲漢
朱云汉（1956年2月3日—2023年2月5日），台灣政治學學者、中央研究院院士。生於臺北市，籍貫浙江省諸暨縣，美國明尼蘇達大學博士，曾任蔣經國國際學術交流基金會執行長、中國政治學會理事長、美國政治學會理事、國立台灣大學政治系教授、中央研究院政治學研究所特聘研究員。

## 生平
朱云汉籍貫浙江诸暨，1956年2月3日生于臺灣台北。1977年毕业于國立台灣大學政治系，1979年获國立台湾大学政治学硕士学位，1987年获美国明尼苏达大学政治学博士，曾担任中央研究院政治学研究所特聘研究员、國立台湾大学政治系教授，同時兼任蔣經國國際學術交流基金會執行長。2012年7月当选中央研究院院士，成为1949年以来政治学门的第二位院士（另外一位是胡佛院士）。
朱云汉的研究专长为东亚政治经济、国际政治经济、两岸关系、民主化，以及社会科学方法论。在國立台湾大学政治学研究所长期开设「中国大陆政经社变迁」、「国际政治经济学」以及「东亚政治经济」等课程，在大学部则教授「社会科学方法论」、「比较政府与政治」等课程。
他曾担任「亚洲民主动态调查」总主持人，此一大型跨国调查研究项目利用社会调查方法，长期追踪东亚十三个国家与地区公民政治价值与行为的变迁，以及公民对于政治体制正当性以及治理质量的评价。他曾三度获得国科會杰出研究奖，并曾担任美国哥伦比亚大学客座副教授、北京大学国际关系学院客座教授、复旦大学社会科学高等研究院学术顾问委员会委员、香港中文大学中国文化研究所咨询委员。學術期刊方面曾任Journal of Contemporary China, Pacific Affairs, China Review, Journal of Democracy, International Studies Quarterly等国际学术刊物的编辑委员，共同创办Journal of East Asian Studies。并曾任中国政治学会理事长（2003～2005），于2009年当选为美国政治学会理事，为该学会成立一百多年来第一位来自亚洲学术单位的理事。
2023年2月5日，朱雲漢因直腸癌在家中逝世。

## 政治主張
- 2014年太陽花學運，朱雲漢在天下雜誌發表「台灣離民主崩壞還有多遠？」一文[3]，聲討學生佔領立法院的行為，呼籲民眾正視國會遭到踐踏的本質，並質疑抗爭學生的人數和手段嚴重背離比例原則，引起諸多討論。
- 2017年英國金融時報首席外交評論家拉赫曼(Gideon Rachman)發表「東化」概念，認為人類歷史已經轉折；西化的進程已經到頭。未來數百年甚至更久的時期政經中心將逐步轉移到東亞，南亞與中亞則受惠於輻射圈效應也將地位上升，而中國將成為亞洲時代唯一該地區領袖，除政經軍巨大影響力外儒釋道等漢文化思潮將輻射全球，朱雲漢撰文認為此一趨勢大有可能，且比拉赫曼想像中的時間更快力道也更強。[4]

## 著作
- 于International Organization, World Politics, Journal of Democracy, Journal of Politics, China Quarterly, Asian Survey、Journal of Contemporary China、政治学报、政治科学论丛等中英文重要期刊发表论文五十余篇
- 2015年著《高思在雲──一個知識分子對二十一世紀的思考》（天下文化出版公司）

### 編著
- Crafting Democracy in Taiwan (Institute for National Policy Research, 1992)
- Consolidating Third-Wave Democracies (Johns Hopkins University Press, 1997)
- China Under Jiang Zemin (Lynne Reinner, 2000)
- The New Chinese Leadership: Challenges and Opportunities after the 16th Party Congress (Cambridge University Press 2004)
- How East Asians View Democracy (Columbia University Press, 2008)
- Citizens, Elections and Parties in East Asia (Lynne Reinner Publishers, 2008）
- 华人社会政治学本土化的理论与实践
- 民主化与经济冲突
- 西方中心世界的式微與全球新秩序的興起（臺大出版中心，2020年，與鄭永年合編）

## 评价
在台湾公共电视台《有话好说》节目中，金灿荣评价台湾几位嘉宾都生活在自己幻觉的那个世界里，整个台湾只有朱云汉看到“两岸关系不一样，世界的格局都变了”。

## 外部連結
- 朱云汉：台湾土地改革的得失
  - .   [2013-01-24]. （原始内容存档于2012-07-10） （中文（简体））.
- 朱云汉：中国大陆复兴与全球政治经济秩序重组
  - . 优酷网.   [2013-03-19]. （原始内容存档于2019-06-12）.
  - .   [2013-01-24]. （原始内容存档于2014-04-09） （中文（简体））.
- 朱云汉：大转折——从金融危机谈四重历史新趋势的叠加
  - .   [2013-01-24]. （原始内容存档于2011-11-17） （中文（简体））.
- 朱云汉：美国政治的四月寒流
  - .   [2013-03-20]. （原始内容存档于2012-07-11） （中文（简体））.

- 追思臺大政治學系朱雲漢教授
  - .   [2023-06-11]. （原始内容存档于2023-06-11）.